# Фелете (Авелино)
Фелете је насеље у Италији у округу Авелино, региону Кампанија.
Према процени из 2011. у насељу је живело 176 становника. Насеље се налази на надморској висини од 279 м.